# Vincent Huon de Kermadec
Pour les articles homonymes, voir Huon de Kermadec.
Vincent Huon de Kermadec (Rennes, 26 juillet 1671-Brest, 9 août 1746), est un navigateur français.

## Biographie
Père de François-Pierre Huon de Kermadec, il entre dans les Gardes-marine en mars 1687 et sert en 1688 sur l' Entreprenant avec lequel il participe à la bataille de Bantry dans l'escadre de Châteaurenault. 
En 1689, il passe sur le Prince et escorte des convois vers l'Irlande. L'année suivante, il sert sur le Sérieux dans la flotte de Tourville et combat à Béveziers (10 juillet 1690) puis participe à la descente de Teignmouth. Promu enseigne de vaisseau en janvier 1691, il prend part à la campagne du Large sur le Magnanime puis sert sur le Vermandois aux Antilles. 
Il escorte ensuite sur la frégate Badine en 1692, des convois côtiers puis passe sur le Trident (1693) et participe à la capture du convoi de Smyrne à Lagos. Il livre alors combat à un corsaire algérien. 
Il sert en 1694 en Méditerranée sur l' Écueil et prend part aux sièges de Rosas et de Palamos puis en 1695, sur l' Henry, à celui de Barcelone. 
Il escorte de nouveau des convois sur la Badine en 1696 et passe sur le Sceptre à bord duquel il se fait remarquer brillamment lors de l'attaque victorieuse dirigée par Pointis et Ducasse contre Carthagène des Indes (1697). 
Lieutenant de vaisseau (janvier 1703) sur la Thétis en missions d'escortes, il embarque en 1704 sur l' Éclatant dans l’escadre du comte de Toulouse et prend part à la bataille de Vélez-Málaga (24 août 1704). Il participe ensuite aux sièges de Nice et de Gibraltar (1705) puis est envoyé, en 1707, sur l' Apollon dans une longue campagne de trois années aux Antilles et au Mexique durant laquelle il assure l'escorte jusqu'à Cadix d'un important convoi de galions en provenance de Veracruz et de La Havane. 
Après les traités d'Utrecht, il sert de longues années à terre avant de rembarquer en 1728 sur le Grafton dans l'escadre chargée d'aller bombarder Tunis et Tripoli. Capitaine de vaisseau (octobre 1731), second sur l' Ardent (1732), il fait campagne à Saint-Domingue puis, second sur la Gloire (1733), est expédié en Baltique pour y secourir le roi Stanislas Leszczynski alors assiégé par les Russes à Dantzig. 